# ستايسي سانتشيز
ستايسي سانتشيز (بالإنجليزية: Stacy Sanches)‏ هي عارضة وممثلة أمريكية، ولدت في 4 سبتمبر 1973 في دالاس في الولايات المتحدة.

## وصلات خارجية
- ستايسي سانتشيز على موقع IMDb (الإنجليزية)
- ستايسي سانتشيز على موقع قاعدة بيانات الفيلم (الإنجليزية)
- ستايسي سانتشيز على موقع كينوبويسك (الروسية)